# Ilhas Spratly

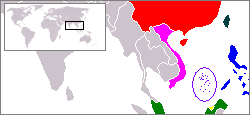
Localização das Ilhas Spratly

As Ilhas Spratly são um arquipélago desabitado no Mar do Sul da China, com mais de 750 recifes, ilhéus, atóis, cayos e ilhas. A área emersa total não chega a 4 km2, dispersa por mais de 425 000 km2 de oceano. As ilhas Spratly são um dos três arquipélagos do mar do Sul da China, que totalizam 30 000 ilhas, ilhéus e recifes com problemas de soberania.[carece de fontes?] A soberania das Spratly é disputada pela República Popular da China, Taiwan, Vietnã, Brunei, Malásia e Filipinas.
Os recifes, ilhas e atóis que formam as Ilhas Spratly tornaram-se um dos casos de segurança mais sérios do Sudeste Asiático. Em 44 das ilhas maiores há hoje guarnições de alguns dos países em litígio. As razões para esse interesse são duplas: estrategicamente, as ilhas controlam algumas das principais rotas de marinha mercante, e pesquisas sugerem[carece de fontes?] que algumas das maiores reservas de petróleo e de gás natural já conhecidas ficam sob as águas territoriais das Ilhas Spratly.

## História
O arquipélago recebeu este nome na língua inglesa por derivação da Ilha Spratly8° 38′ 39″ N, 111° 55′ 12″ L, que conforme relata o Capitão Richard Spratly do baleeiro Cyrus, foi nomeada por ele "Spratly’s Sandy Island" às 9 horas de 29 de março de 1843. Atualmente a ilha é administrada pelo Vietnã e abriga o aeroporto de uso militar Truong Sa.

## Geografia
Os recifes de coral são a estrutura predominante destas ilhas, pois o grupo Spratly contém mais de 600 recifes coralíferos.